# Oh Keo-don
Oh Keo-don ((en hangul, 오거돈; en hanja, 吳巨敦); nacido el 28 de octubre de 1948) es un funcionario público y político surcoreano, quien se desempeña actualmente como alcalde de Busan.

## Biografía
Oh Keo-don nació en Busan en 1948.
Tras aprobar la exmaniación de administración pública en 1973, ejerció como Ministro de Océanos entre 2005 y 2006.
El 13 de junio de 2018 fue elegido alcalde de Busan, tras vencer a Suh Byung-soo del Partido Libertad de Corea.